# 八洲移民村
八洲移民村為台灣日治時期日本移民村之一，位於今台灣彰化縣芳苑鄉漢寶村，面積達數百公頃，來自九州熊本、佐賀、鹿兒島的日籍移民人口約500人。
八洲移民村成立於1944年，為該型態移民村轉建後期者。因為該移民區以工作區區分為1工區到5工區，至今當地人所用地名仍多沿用「工區」名稱。
日籍移民至該地後，利用高科技水利等農業技術開墾，成為多畝農田。1945年日治時期結束後，移民村結束，日籍移民全數返鄉，八洲村地名改回溪底，隸屬芳苑鄉。而八洲村所留農地，多於公地放領後仍成為溪底的耕地。